# Список нагород і номінацій Тімоті Шаламе
Тімоті Шаламе — американський актор, продюсер французького походження, отримав різні нагороди та номінації за свої фільми, телепроєкти та театральні виступи. Його основні номінації включають премію «Оскар», дві премії «Золотий глобус», три нагороди Британської кіноакадемії, п'ять премій Гільдії кіноакторів і п'ять премій «Вибір кінокритиків».
Шаламе зіграв свою першу головну роль Фінна Волдена в телевізійному драматичному серіалі «Батьківщина» (2012), за яку він був номінований на Премію Гільдії кіноакторів за видатну роль. У 2016 році Шаламе зіграв головну роль в автобіографічній п'єсі Джона Патріка Шенлі «Блудний син» у театральному клубі Мангеттена, за яку він був номінований на Премію Ліги Драми та отримав премію Люсіль Лортел за найкращу чоловічу роль у виставі.
Проривною роллю Шаламе стала роль Еліо Перлмана у відомій романтичній драмі про дорослішання «Назви мене своїм ім'ям». Ця роль принесла йому номінацію на премію «Оскар» за найкращу чоловічу роль, зробивши його третім наймолодшим номінантом у цій категорії та наймолодшим після 19-ти річного Міккі Руні, що отримав нагороду у 1939 році. Він також був номінований на премію BAFTA, премію Critics' Choice Movie Award, премію «Золотий глобус» і премію Гільдії кіноакторів США за найкращу чоловічу роль, отримав нагороди за акторську майстерність Лондонського гуртка кінокритиків, Нью-Йоркського гуртка кінокритиків, Асоціації кінокритиків Лос-Анджелеса та Національної ради рецензій .
Шаламе також отримав визнання завдяки ролям другого плану у фільмах 2017 року «Леді-Птаха» і «Вороги». Перший приніс йому номінації на премію Critics' Choice Movie Award і премію Гільдії кіноакторів США за найкращий ансамбль. Наступного року він зіграв підлітка-наркозалежного в драмі «Гарний хлопчик», за яку отримав номінації на премію BAFTA, премію «Вибір кінокритиків», премію «Золотий глобус» і премію Гільдії кіноакторів за найкращу чоловічу роль другого плану. У 2021 році Шаламе був номінований на премію Гільдії кіноакторів США та премію Critics' Choice Movie Award за найкращу акторську гру у фільмі та найкращий акторський склад відповідно за його роль у фільмі «Не дивіться вгору».

## Нагороди та номінації
| Нагорода                                  | Рік  | Робота                 | Категорія                                                                    | Результат    | Примітки |
| ----------------------------------------- | ---- | ---------------------- | ---------------------------------------------------------------------------- | ------------ | -------- |
| AACTA                                     | 2019 | Король                 | Кращий актор головної ролі — кіно                                            | Номінація    | [ 3 ]    |
| AACTA                                     | 2018 | Назви мене своїм ім'ям | Найкращий міжнародний актор у головній ролі — кіно                           | Номінація    | [ 4 ]    |
| AACTA                                     | 2019 | Гарний хлопчик         | Кращий міжнародний актор другого плану — кіно                                | Номінація    | [ 5 ]    |
| Оскар                                     | 2018 | Назви мене своїм ім'ям | Найкращій актор                                                              | Номінація    | [ 6 ]    |
| Альянс кіножурналісток                    | 2018 | Назви мене своїм ім'ям | Найкращій актор                                                              | Номінація    | [ 7 ]    |
| Асоціація кінокритиків Остіна             | 2018 | Назви мене своїм ім'ям | Найкращій актор                                                              | Перемога     | [ 8 ]    |
| Асоціація кінокритиків Остіна             | 2018 | Назви мене своїм ім'ям | Меморіальна премія Боббі МакКерді                                            | Перемога     | [ 8 ]    |
| Асоціація кінокритиків Остіна             | 2020 | Маленькі жінки         | Кращий ансамбль                                                              | Номінація    | [ 9 ]    |
| Спілка кінокритиків Бостона               | 2017 | Назви мене своїм ім'ям | Найкращій актор                                                              | 2-ге місце   | [ 10 ]   |
| Спілка кінокритиків Бостона               | 2019 | Маленькі жінки         | Кращий ансамбль                                                              | Перемога     | [ 11 ]   |
| Премія БАФТА у кіно                       | 2018 | —                      | Нагорода «Висхідна зірка».                                                   | Номінація    | [ 12 ]   |
| Премія БАФТА у кіно                       | 2018 | Назви мене своїм ім'ям | Найкращій актор                                                              | Номінація    | [ 12 ]   |
| Премія БАФТА у кіно                       | 2019 | Гарний хлопчик         | Найкращій актор                                                              | Номінація    | [ 13 ]   |
| Асоціація кінокритиків Чикаго             | 2017 | Назви мене своїм ім'ям | Найкращій актор                                                              | Перемога     | [ 14 ]   |
| Асоціація кінокритиків Чикаго             | 2017 | Назви мене своїм ім'ям | Найбільш перспективний виконавець                                            | Перемога     | [ 14 ]   |
| Асоціація кінокритиків Чикаго             | 2018 | Гарний хлопчик         | Кращий актор другого плану                                                   | Номінація    | [ 15 ]   |
| Кінопремія «Вибір критиків»               | 2018 | Назви мене своїм ім'ям | Найкращій актор                                                              | Номінація    | [ 16 ]   |
| Кінопремія «Вибір критиків»               | 2018 | Леді-Птаха             | Кращий акторський склад                                                      | Номінація    | [ 16 ]   |
| Кінопремія «Вибір критиків»               | 2019 | Гарний хлопчик         | Кращий актор другого плану                                                   | Номінація    | [ 17 ]   |
| Кінопремія «Вибір критиків»               | 2020 | Маленькі жінки         | Кращий акторський склад                                                      | Номінація    | [ 18 ]   |
| Кінопремія «Вибір критиків»               | 2022 | Не дивіться вгору      | Кращий акторський склад                                                      | Номінація    | [ 19 ]   |
| Асоціація кінокритиків Далласа-Форт-Ворту | 2017 | Назви мене своїм ім'ям | Найкращій актор                                                              | 4-те місце   | [ 20 ]   |
| Асоціація кінокритиків Далласа-Форт-Ворту | 2018 | Гарний хлопчик         | Кращий актор другого плану                                                   | 4-те місце   | [ 21 ]   |
| Детройтське товариство кінокритиків       | 2017 | Назви мене своїм ім'ям | Найкращій актор                                                              | Номінація    | [ 22 ]   |
| Детройтське товариство кінокритиків       | 2017 | Назви мене своїм ім'ям | Прорив року                                                                  | Номінація    | [ 22 ]   |
| Детройтське товариство кінокритиків       | 2017 | Леді-Птаха             | Кращий ансамбль                                                              | Номінація    | [ 22 ]   |
| Нагороди «Доріан»                         | 2018 | Назви мене своїм ім'ям | Найкраща головна роль                                                        | Перемога     | [ 23 ]   |
| Нагороди «Доріан»                         | 2018 | —                      | Висхідна зірка року                                                          | Перемога     | [ 23 ]   |
| Нагороди «Доріан»                         | 2019 | Гарний хлопчик         | Найкраща чоловіча роль у короткометражному фільмі                            | Номінація    | [ 24 ]   |
| Премія Ліги Драми                         | 2016 | Блудний син            | Нагорода за видатну роботу                                                   | Номінація    | [ 25 ]   |
| Дублінська спілка кінокритиків            | 2017 | Назви мене своїм ім'ям | Найкращій актор                                                              | 4-те місце   | [ 26 ]   |
| Імперія                                   | 2018 | Назви мене своїм ім'ям | Найкращий новачок серед чоловіків                                            | Номінація    | [ 27 ]   |
| Спілка кінокритиків Флориди               | 2017 | Назви мене своїм ім'ям | Найкращій актор                                                              | Перемога     | [ 28 ]   |
| Спілка кінокритиків Флориди               | 2017 | Назви мене своїм ім'ям | Прорив року                                                                  | Перемога     | [ 28 ]   |
| Спілка кінокритиків Флориди               | 2017 | Леді-Птаха             | Кращий ансамбль                                                              | Номінація    | [ 28 ]   |
| Спілка кінокритиків Флориди               | 2019 | Маленькі жінки         | Кращий ансамбль                                                              | Перемога     | [ 29 ]   |
| Асоціація кінокритиків Грузії             | 2018 | Назви мене своїм ім'ям | Найкращій актор                                                              | Номінація    | [ 30 ]   |
| Асоціація кінокритиків Грузії             | 2018 | Назви мене своїм ім'ям | Прорив року                                                                  | Номінація    | [ 30 ]   |
| Асоціація кінокритиків Грузії             | 2018 | Леді-Птаха             | Кращий ансамбль                                                              | Номінація    | [ 30 ]   |
| Асоціація кінокритиків Грузії             | 2019 | Гарний хлопчик         | Кращий актор другого плану                                                   | Номінація    | [ 31 ]   |
| Асоціація кінокритиків Грузії             | 2020 | Маленькі жінки         | Кращий ансамбль                                                              | Перемога     | [ 32 ]   |
| Золотий глобус                            | 2018 | Назви мене своїм ім'ям | Премія «Золотий глобус» за найкращу чоловічу роль — драма                    | Номінація    | [ 33 ]   |
| Золотий глобус                            | 2019 | Гарний хлопчик         | Премія «Золотий глобус» за найкращу чоловічу роль другого плану — кінофільм  | Номінація    | [ 34 ]   |
| Готем                                     | 2017 | Назви мене своїм ім'ям | Премія «Прорив»                                                              | Перемога     | [ 35 ]   |
| Кінопремія Голлівуду                      | 2017 | Назви мене своїм ім'ям | Голлівудська акторська премія                                                | Перемога     | [ 36 ]   |
| Кінопремія Голлівуду                      | 2018 | Гарний хлопчик         | Голлівудська премія за чоловічу роль другого плану                           | Перемога     | [ 37 ]   |
| Товариство кінокритиків Г'юстона          | 2018 | Назви мене своїм ім'ям | Найкращій актор                                                              | Номінація    | [ 38 ]   |
| Товариство кінокритиків Г'юстона          | 2019 | Гарний хлопчик         | Кращий актор другого плану                                                   | Номінація    | [ 39 ]   |
| Незалежний дух                            | 2018 | Назви мене своїм ім'ям | Найкраща головна роль                                                        | Перемога     | [ 40 ]   |
| Незалежний дух                            | 2022 | Цілком та повністю     |                                                                              | В очікуванні | [ 41 ]   |
| Опитування критиків IndieWire             | 2017 | Назви мене своїм ім'ям | Найкращій актор                                                              | Перемога     | [ 42 ]   |
| Опитування критиків IndieWire             | 2019 | Маленькі жінки         | Кращий актор другого плану                                                   | 15-те місце  | [ 43 ]   |
| Міжнародне товариство кінофілів           | 2018 | Назви мене своїм ім'ям | Найкращій актор                                                              | Перемога     | [ 44 ]   |
| Міжнародне товариство кінофілів           | 2018 | Назви мене своїм ім'ям | Кращий ансамбль                                                              | Номінація    | [ 45 ]   |
| Міжнародне товариство кінофілів           | 2018 | Леді-Птаха             | Кращий ансамбль                                                              | 2-ге місце   | [ 44 ]   |
| Міжнародне товариство кінофілів           | 2020 | Маленькі жінки         | Кращий ансамбль                                                              | Номінація    | [ 46 ]   |
| Премія Ірландської кіноакадемії           | 2018 | Назви мене своїм ім'ям | Кращий міжнародний кіноактор                                                 | Номінація    | [ 47 ]   |
| Премія Лондонського гуртка кінокритиків   | 2018 | Назви мене своїм ім'ям | Актор року                                                                   | Перемога     | [ 48 ]   |
| Асоціація кінокритиків Лос-Анджелеса      | 2017 | Назви мене своїм ім'ям | Найкращій актор                                                              | Перемога     | [ 49 ]   |
| Нагороди Люсіль Лортел                    | 2016 | Блудний син            | Видатний актор головної ролі у виставі                                       | Перемога     | [ 50 ]   |
| MTV Movie & TV Awards                     | 2018 | Назви мене своїм ім'ям | Кінонагорода MTV за найкраще виконання                                       | Номінація    | [ 51 ]   |
| MTV Movie & TV Awards                     | 2022 | Дюна                   | Кінонагорода MTV за найкраще виконання                                       | Номінація    | [ 52 ]   |
| Національна рада кінокритиків США         | 2017 | Назви мене своїм ім'ям | Премія «Прорив»                                                              | Перемога     | [ 53 ]   |
| Національна спілка кінокритиків США       | 2018 | Назви мене своїм ім'ям | Найкращій актор                                                              | 3-те місце   | [ 54 ]   |
| Спільнота кінокритиків Нью-Йорка          | 2017 | Назви мене своїм ім'ям | Найкращій актор                                                              | Перемога     | [ 55 ]   |
| Нью-Йоркські онлайн кінокритики           | 2017 | Назви мене своїм ім'ям | Прорив року                                                                  | Перемога     | [ 56 ]   |
| Інтернет-товариство кінокритиків          | 2017 | Назви мене своїм ім'ям | Нагорода «Висхідна зірка».                                                   | Перемога     | [ 57 ]   |
| Інтернет-товариство кінокритиків          | 2017 | Назви мене своїм ім'ям | Найкращій актор                                                              | Номінація    | [ 58 ]   |
| Інтернет-товариство кінокритиків          | 2017 | Леді-Птаха             | Кращий ансамбль                                                              | Номінація    | [ 58 ]   |
| Міжнародний кінофестиваль Палм-Спрінгс    | 2018 | Назви мене своїм ім'ям | Нагорода «Висхідна зірка».                                                   | Перемога     | [ 59 ]   |
| Міжнародний кінофестиваль Палм-Спрінгс    | 2019 | Гарний хлопчик         | Премія Spotlight                                                             | Перемога     | [ 60 ]   |
| Товариство кінокритиків Сан-Дієго         | 2017 | Назви мене своїм ім'ям | Премія «Прорив»                                                              | Перемога     | [ 61 ]   |
| Товариство кінокритиків Сан-Дієго         | 2017 | Назви мене своїм ім'ям | Найкращій актор                                                              | Номінація    | [ 62 ]   |
| Товариство кінокритиків Сан-Дієго         | 2017 | Леді-Птаха             | Кращий ансамбль                                                              | Номінація    | [ 62 ]   |
| Товариство кінокритиків Сан-Дієго         | 2018 | Гарний хлопчик         | Кращий актор другого плану                                                   | Перемога     | [ 63 ]   |
| Спілка кінокритиків Сан-Франциско         | 2017 | Назви мене своїм ім'ям | Найкращій актор                                                              | Номінація    | [ 64 ]   |
| Міжнародний кінофестиваль у Санта-Барбарі | 2017 | Назви мене своїм ім'ям | Премія «Віртуози»                                                            | Перемога     | [ 65 ]   |
| Супутник                                  | 2019 | Гарний хлопчик         | Кращий актор другого плану у фільмі — драма                                  | Номінація    | [ 66 ]   |
| Сатурн                                    | 2022 | Дюна                   | Найкращій актор                                                              | Номінація    | [ 67 ]   |
| Премія Гільдії кіноакторів                | 2013 | Батьківщина            | Видатна гра акторського ансамблю в драматичному серіалі                      | Номінація    | [ 68 ]   |
| Премія Гільдії кіноакторів                | 2018 | Назви мене своїм ім'ям | Премія Гільдії кіноакторів США за найкращу чоловічу ролье                    | Номінація    | [ 69 ]   |
| Премія Гільдії кіноакторів                | 2018 | Леді-Птаха             | Премія Гільдії кіноакторів США за найкращий акторський склад в ігровому кіно | Номінація    | [ 69 ]   |
| Премія Гільдії кіноакторів                | 2019 | Гарний хлопчик         | Премія Гільдії кіноакторів США за найкращу чоловічу роль другого плану       | Номінація    | [ 70 ]   |
| Премія Гільдії кіноакторів                | 2022 | Не дивіться вгору      | Премія Гільдії кіноакторів США за найкращий акторський склад в ігровому кіно | Номінація    | [ 71 ]   |
| Товариство кінокритиків Сіетла            | 2017 | Назви мене своїм ім'ям | Кращий ансамбль                                                              | Номінація    | [ 72 ]   |
| Товариство кінокритиків Сіетла            | 2017 | Леді-Птаха             | Кращий ансамбль                                                              | Номінація    | [ 72 ]   |
| Товариство кінокритиків Сіетла            | 2019 | Маленькі жінки         | Кращий ансамбль                                                              | Номінація    | [ 73 ]   |
| Асоціація кінокритиків Сент-Луїса         | 2018 | Гарний хлопчик         | Кращий актор другого плану                                                   | Номінація    | [ 74 ]   |
| Teen Choice Awards                        | 2018 | Леді-Птаха             | Найкращий актор драми                                                        | Номінація    | [ 75 ]   |
| Асоціація кінокритиків Торонто            | 2017 | Назви мене своїм ім'ям | Найкращій актор                                                              | 2-ге місце   | [ 76 ]   |
| Спілка кінокритиків Ванкувера             | 2017 | Назви мене своїм ім'ям | Найкращій актор                                                              | Номінація    | [ 77 ]   |
| Опитування Village Voice                  | 2018 | Назви мене своїм ім'ям | Найкраща гра                                                                 | 2-ге місце   | [ 78 ]   |
| Кінокритики Вашингтона, округ Колумбія    | 2017 | Назви мене своїм ім'ям | Найкращій актор                                                              | Номінація    | [ 79 ]   |
| Кінокритики Вашингтона, округ Колумбія    | 2018 | Гарний хлопчик         | Кращий актор другого плану                                                   | Номінація    | [ 80 ]   |
| Кінокритики Вашингтона, округ Колумбія    | 2019 | Маленькі жінки         | Кращий ансамбль                                                              | Номінація    | [ 81 ]   |
| Гурток жіночих кінокритиків               | 2017 | Назви мене своїм ім'ям | Найкращій актор                                                              | Номінація    | [ 82 ]   |